# Society of Photo-Optical Instrumentation Engineers
Pour les articles homonymes, voir Spie (homonymie).
La Society of Photo-Optical Instrumentation Engineers (SPIE) est une société internationale à but non lucratif fondée en 1955 ayant pour but la diffusion des connaissances en optique, photonique et imagerie. Elle organise des conférences et salons couvrant tous les domaines de l'optique et publie plusieurs journaux et livres sous forme physique et électronique. La SPIE compte plus de 19 000 membres répartis dans quelques 138 pays.
La SPIE organise un des plus grands symposium pluridisciplinaires sur l'optique et la photonique, SPIE Optics + Photonics, l'édition d'août 2013 ayant prévu 4 500 participants, 3 200 présentations et 240 stands de professionnels. L'édition 2013 a aussi prévu l'accueil du rassemblement de l'organisation Women in optics, une association de promotion des femmes dans le domaine de l'optique.
En 2012, elle conclut un accord avec l'Unesco pour que l'année 2015 soit élue « Année internationale de la lumière », mettant ainsi en exergue les progrès récents permis par les technologies optiques et participe à un programme d'aide et de financement pour l'apprentissage des sciences, le Photonics Explorer Program, destiné à toucher plus de 2,5 millions d'étudiants européens.
En janvier 2013, la SPIE a ouvert ses publications en libre accès selon le modèle de la « voie dorée » : les articles dont les auteurs s'acquittent de frais de publications sont publiés sous la licence CC-BY,.
Outre les symposiums organisés dans le monde, la SPIE a fondé aussi 130 chapitres étudiants locaux, distribuant des bourses pour les étudiants dans le domaine de l'optique. La SPIE a ainsi versé 1,9 million de dollars au titre de bourses, de subventions et de programmes d'éducation en 2008.